# セバスティアン・ラザロニ
セバスティアン・バホーゾ・ラザロニ（Sebastião Barroso Lazaroni, 1950年9月25日 - ）は、ブラジル出身のサッカー指導者。

## 経歴
1989年、ブラジル代表の監督に就任し、長年4バックが採用されていたブラジル代表に3バックシステム （3-5-2フォーメーション）を導入した。同年にはコパ・アメリカで優勝し、南米年間最優秀監督賞（エル・パイース紙による）を受賞したが、1990年にイタリアで開催された1990 FIFAワールドカップでは決勝トーナメント初戦でアルゼンチン代表に敗れてベスト16敗退という結果に終わり、戦術の要となったドゥンガとともに批判の対象となった。
退任後、イタリアのセリエAのフィオレンティーナや、セリエBのバーリの監督を務めた。このほか、ジャマイカ代表やカタール代表などの代表チーム、トルコやポルトガルやメキシコ、日本やサウジアラビアや中華人民共和国やカタールやクウェートのクラブで指揮を執った。
2001年7月、Jリーグ2ndステージより当時J2降格危機に陥っていた横浜F・マリノスの監督に就任。ラザロニがブラジルより連れてきたドゥトラ、ブリットやナザ(当初は3人とも半年のレンタル契約で日本に連れてきていた)がチームにフィットし、クラブをJ1残留へ導く。ナビスコカップでは、その年の強豪だったジュビロ磐田と対戦してPK戦の末に勝利し、優勝に導いた。
2002年のファーストステージでは、優勝争いに加わりファーストステージを2位に導いた。しかしセカンドステージはイタリアへ移籍した中村俊輔の抜けた穴を埋めきれることができず2勝1分け4敗の13位と低迷。10月8日にクラブよりラザロニの解任と、後任として下条佳明チームディレクターが監督就任することが発表された。

## タイトル

### 監督
フラメンゴ
- カンピオナート・カリオカ: 1986

ヴァスコ・ダ・ガマ
- カンピオナート・カリオカ: 1987, 1988
- ラモン・デ・カランサ杯:1回（1987）

横浜F・マリノス
- Jリーグカップ: 2001

カタールSC
- クラウンプリンスカップ: 2009
- カタールスーパーカップ: 2014

上海申花
- 中国サッカー・スーパーカップ: 1999

ブラジル代表
- コパ・アメリカ: 1989

### 個人
- 南米年間最優秀監督賞: 1989
- カタール年間最優秀監督賞: 2009[7]。